# Fort Hubberstone
El Fort Hubberstone (o Hubberstone Fort) és una construcció militar en la zona oest del municipi gal·lès d'Aberdaugleddau (ó Milford Haven), que va ser començada a construir en el 1858, l'any abans que es constituís la Royal Commission on the Defence of the United Kingdom (la Reial Comissió per a la Defensa de la Gran Bretanya), però amb el mateix esperit que aquesta; va ser acabat el 1863. Es tractava d'una gran bateria artillera, amb onze canons en casamates, vuit peces per dessobre en bateria a cel obert, nou més cobrint el flanc, i una gran caserna en la part posterior. La guarnició en fou retirada el 1884, l'armament retirat definitivament a l'any següent i la posició fou abandonada poc després de la Primera guerra mundial.
En molt bona posició, les instal·lacions han patit força el pas dels anys. Venut per l'Estat el 1932, s'utilitzà com a refugi antiaeri durant la Segona Guerra Mundial. Els nous propietaris, el 1977, parlaren de restaurar-lo, però el 2002 el més probable semblava que acabés aterrat per a fer-hi habitatges.
El nom s'escriu sovint Hubberston Fort, com la zona del municipi on està situat.